# Torre Prisma
La Torre del Prisma es un edificio ubicado en Avenida. Juárez # 101, colonia Centro Histórico de la Ciudad de México, alcaldía Cuauhtémoc en la Ciudad de México.
En la Torre Prisma se encontraban las oficinas del Servicio de Administración Tributaria (SAT) de la Secretaría de Hacienda hasta el año 2013. Ahora se encuentran oficinas del Instituto Nacional de Bellas Artes y Literatura (INBAL). Está ubicado en la intersección de las avenidas Juárez y Paseo de la Reforma. A tres calles está el Monumento a la Revolución Mexicana, y a tan solo unos metros esta el Edificio El Moro, sede de la Lotería Nacional y el edificio de la Torre del Caballito.

## La forma
- Su altura (total) esi* El área total del rascacielos es de 55,000 m².

- La altura de cada piso a techo es de 3.45 m.

## Historia de la torre
Ante la necesidad de expansión de las oficinas de la Lotería Nacional, en el año de 1965 se empezó a planear el proyecto de un edificio de más de 90 metros, la construcción comenzó en el año de 1970 y culminó en 1971, año en el cual se convierte el edificio más alto de la Avenida Juárez y uno de los más altos de la Ciudad de México. El edificio se convirtió en la segunda sede de las oficinas de la Lotería Nacional, ya que el Edificio el Moro de 20 pisos, era un espacio insuficiente y se decidió tener un segundo edificio.
La estructura del edificio incluye acero cubierto con un cristalería ahumada color marrón a lo largo de todo el edificio, convirtiéndolo además en el primer edificio en México en llevar una estructura de este tipo.
Posteriormente el edificio pasó a formar parte de la Secretaría de Hacienda, quien le hizo algunas adecuaciones y fue ocupada por oficinas administrativas del SAT hasta el 2012, en particular áreas de capacitación y diligenciación de documentos. A partir de septiembre de 2013 el edificio ha sido ocupado por el Instituto Nacional de Bellas Artes.

## Detalles importantes

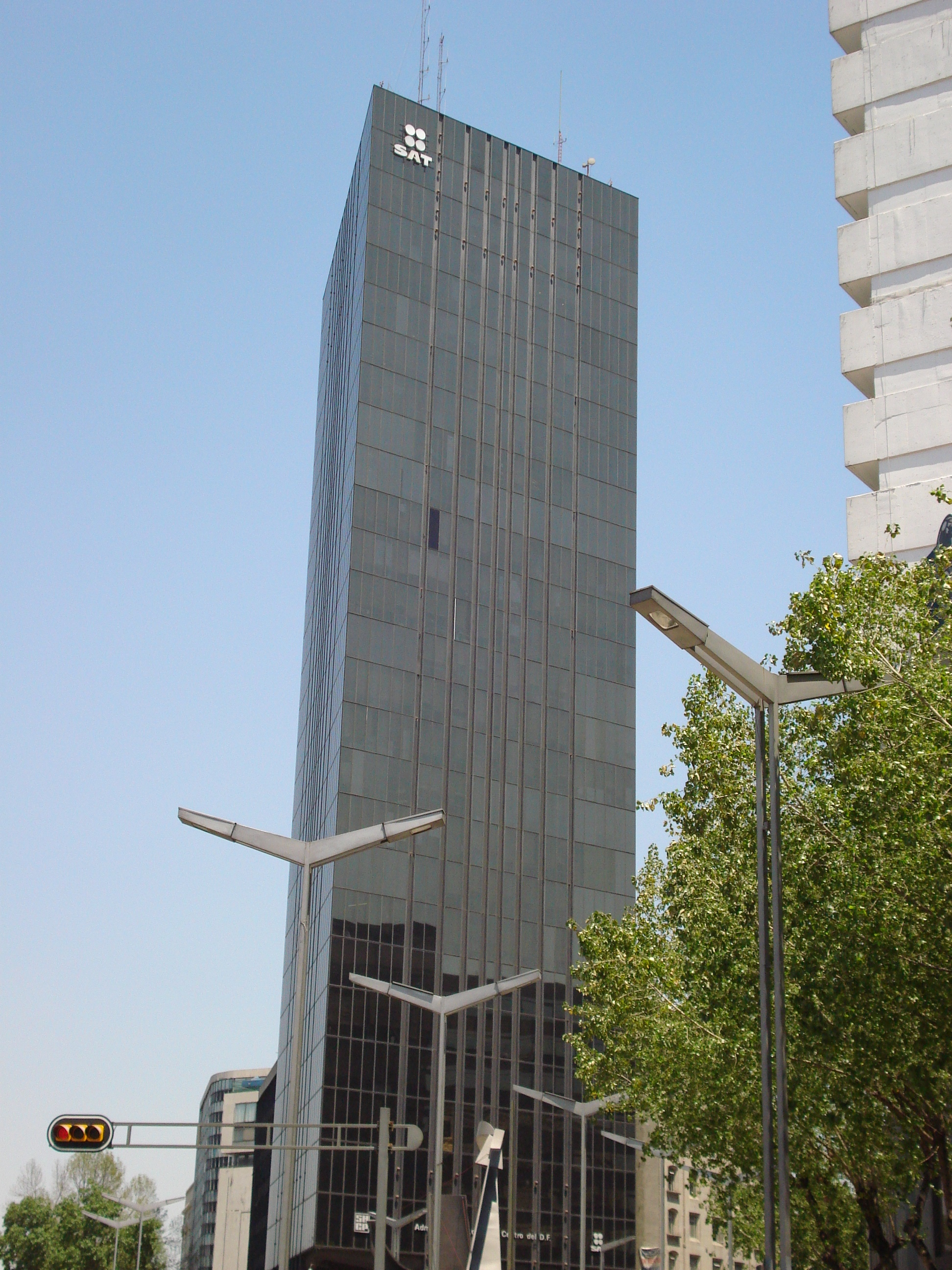
Torre Prisma y su estructura de antenas.

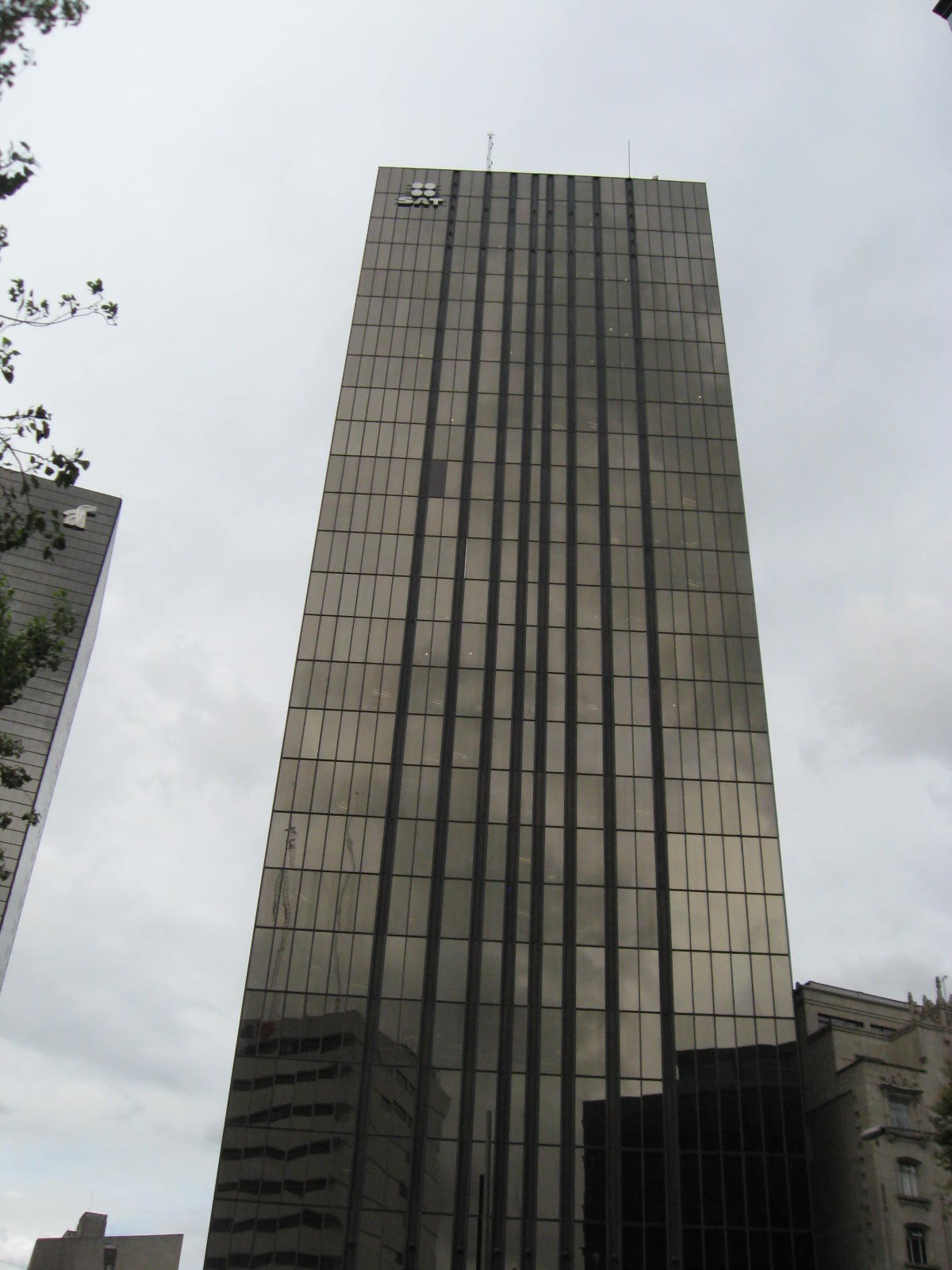
Torre Prisma.

- Dada la sismicidad de la Ciudad de México, el edificio fue equipado con medidas de seguridad que incluyen refuerzos en diagonal con el fin de disipar la energía devastadora de un movimiento telúrico.

- Está anclado al suelo con 190 pilotes de concreto que penetran a 60 metros superando el relleno pantanoso del antiguo lago de la Ciudad de México.

- Después del terremoto de México de 1985 se le considera uno de los rascacielos más seguros del mundo junto con Torre Mayor, Torre Ejecutiva Pemex, World Trade Center México, Torre Latinoamericana, Torre HSBC, Edificio Reforma Avantel, St. Regis Hotel & Residences y Torre Insignia.

- Ha soportado seis terremotos a lo largo de su historia el primero en 1985 que tuvo una intensidad de 8.1 en la escala de Richter, el segundo en 1995 que midió 7.6 en la escala de Richter, el tercero en el 2003 de 7.6 en la escala de Richter, el cuarto el 13 de abril del 2007 de 6.3 en la escala de Richter, el quinto el 20 de marzo de 2012 de 7.4 en la escala de Richter, el sexto el 12 de abril de 2012 de 6.4 en la escala de Richter, el séptimo el 7 de septiembre de 2017 de 8.2 y el del 19 de septiembre de 2017 de 7.2.

- Es considerado un edificio inteligente, debido a que el sistema de luz es controlado por un sistema llamado B3, al igual que el de Torre Mayor, Torre Ejecutiva Pemex, World Trade Center México, Torre Altus, Arcos Bosques, Arcos Bosques Corporativo, Torre Latinoamericana, Edificio Reforma 222 Torre 1, Haus Santa Fe, Edificio Reforma Avantel, Residencial del Bosque 1, Residencial del Bosque 2, Reforma 222 Centro Financiero, Torre HSBC, Panorama Santa fe, City Santa Fe Torre Amsterdam, Santa Fe Pads, St. Regis Hotel & Residences, Torre Lomas.

- La constructora del edificio fue: Grupo Marhnos.

- A lado del edificio se encuentra la Torre del Caballito sede de las oficinas de los diputados y de los senadores.

## Datos clave

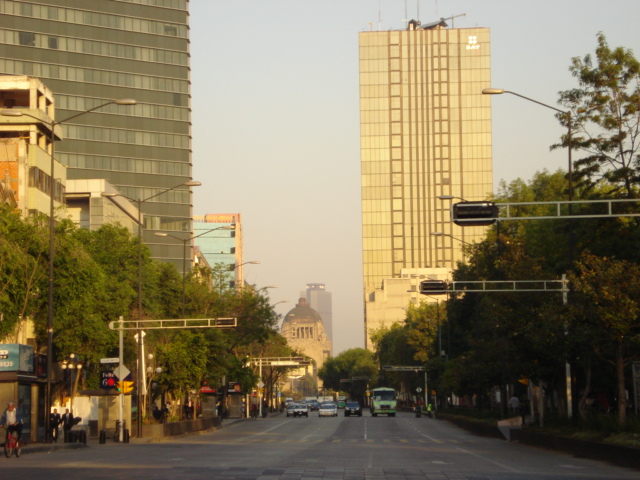
Torre Prisma, fotografía tomada desde la Avenida Juárez, al fondo la Torre Pemex y el Monumento a la Revolución.

- Altura- 100 metros (TOTAL) 120 metros
- Área Total- 55,000 m²
- Pisos- 28 pisos
- Condición: 	En uso
- Rango: 	
  - En México: 43.er lugar, 2011: 65º lugar
  - En Ciudad de México: 65º lugar, 2011: 48.º lugar
  - En la Avenida Juárez: 1º lugar
  - En el Centro Histórico de la Ciudad de México: 3º lugar